# トレント・セインズベリー
トレント・ルーカス・セインズベリー（Trent Lucas Sainsbury、1992年1月5日 - ）は、オーストラリア・西オーストラリア州パース出身のサッカー選手。 アル・ワクラSC所属。元オーストラリア代表。ポジションはDF。
セインズベリーを「セインズバリー」「セインスベリー」と表記されることもある。

## 経歴
2016年、中国サッカー・スーパーリーグの江蘇蘇寧へ完全移籍した。
2017年1月31日、イタリア・セリエAのインテルナツィオナーレ・ミラノへレンタル移籍したことを発表した。背番号は「20」番。契約は2016-17シーズン終了までである。

## 代表歴

### 出場大会
- オーストラリア代表
  - 2018 FIFAワールドカップ

### 試合数
- 国際Aマッチ 61試合 4得点（2014年-2022年）[2]

| オーストラリア代表 | 国際Aマッチ | 国際Aマッチ |
| 年                 | 出場        | 得点        |
| ------------------ | ----------- | ----------- |
| 2014               | 4           | 0           |
| 2015               | 8           | 1           |
| 2016               | 9           | 2           |
| 2017               | 12          | 0           |
| 2018               | 9           | 0           |
| 2019               | 6           | 0           |
| 2020               | 0           | 0           |
| 2021               | 8           | 1           |
| 2022               | 5           | 0           |
| 通算               | 61          | 4           |

## タイトル

### クラブ
セントラルコースト・マリナーズ
- Aリーグプレミアシップ: 2011-12 (en)
- Aリーグチャンピオンシップ: 2012-13 (en)

PECズヴォレ
- KNVBカップ: 2013-14 (en)
- ヨハン・クライフ・スハール: 2014 (en)

### 代表
オーストラリア
- AFCアジアカップ: 2015
- AFF U-16ユース選手権: 2008 (en)

### 個人
- マリナーズメダル: 2012-13 (en)
- PFA Aリーグベストイレブン: 2012-13 (en)
- AFCアジアカップ マン・オブ・ザ・マッチ: 決勝 vs. 韓国
- AFCアジアカップ ベストイレブン: 2015